# 19652 Саріс
19652 Саріс (19652 Saris) — астероїд головного поясу, відкритий 9 вересня 1999 року.
Тіссеранів параметр щодо Юпітера — 3,330.